# Гамберуччи, Козимо
Козимо Гамберуччи (итал. Cosimo Gamberucci; 8 января 1562, Флоренция — 24 декабря 1621, Флоренция) — итальянский живописец флорентийской школы периода позднего маньеризма. Ученик Джованни Баттисты Нальдини.
Помимо Нальдини, Козимо, возможно, учился у Санти ди Тито после того, как был зачислен в 1578 году во флорентийскую Академию рисунка. Его деятельность датируется 1580—1620 годами, когда он работал в монастыре Сан-Сальви. Он писал фрески и картины для многих известных церквей как во Флоренции, так и в других городах Тосканы: в Чертозе Сан-Галлуццо, в соборе Сан-Миниато, базилике Санта-Мария-Новелла, Пизанском соборе. Его наиболее известные произведения — «Святой Пётр, исцеляющий хромого» в церкви Сан-Пьетро-Маджоре и «Санта-Кьяра и сарацины» в Пизе. Он также работал в галерее Каза-Буонарроти и является автором многих алтарных картин, среди которых выделяются «Поклонение волхвов» (1595) в церкви Санта-Мария-а-Дикомано и более поздний алтарь в соборе Колле-ди-Валь-д’Эльса.
В 1606 году художник совершил поездку в Рим и Неаполь, но остался приверженцем флорентийской школы. Козимо не добился большой известности в искусстве, хотя некоторые из его работ заслуживают внимания. Картины художника находятся во многих частных коллекциях Флоренции.

## Галерея

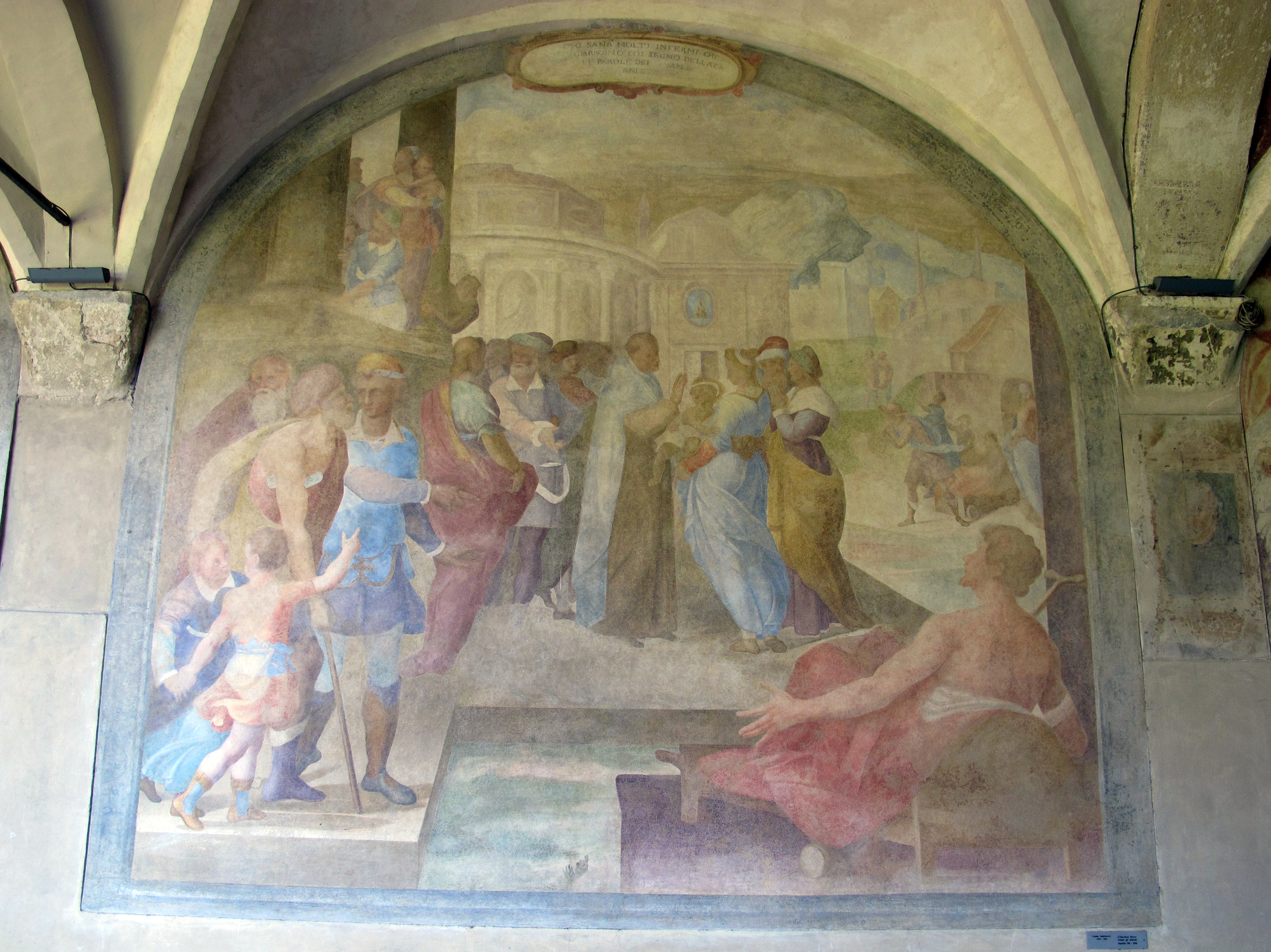
Святой Винченцо Феррер исцеляет больных. Между 1581 и 1584. Фреска Большого кьостро, церковь Санта-Мария-Новелла, Флоренция
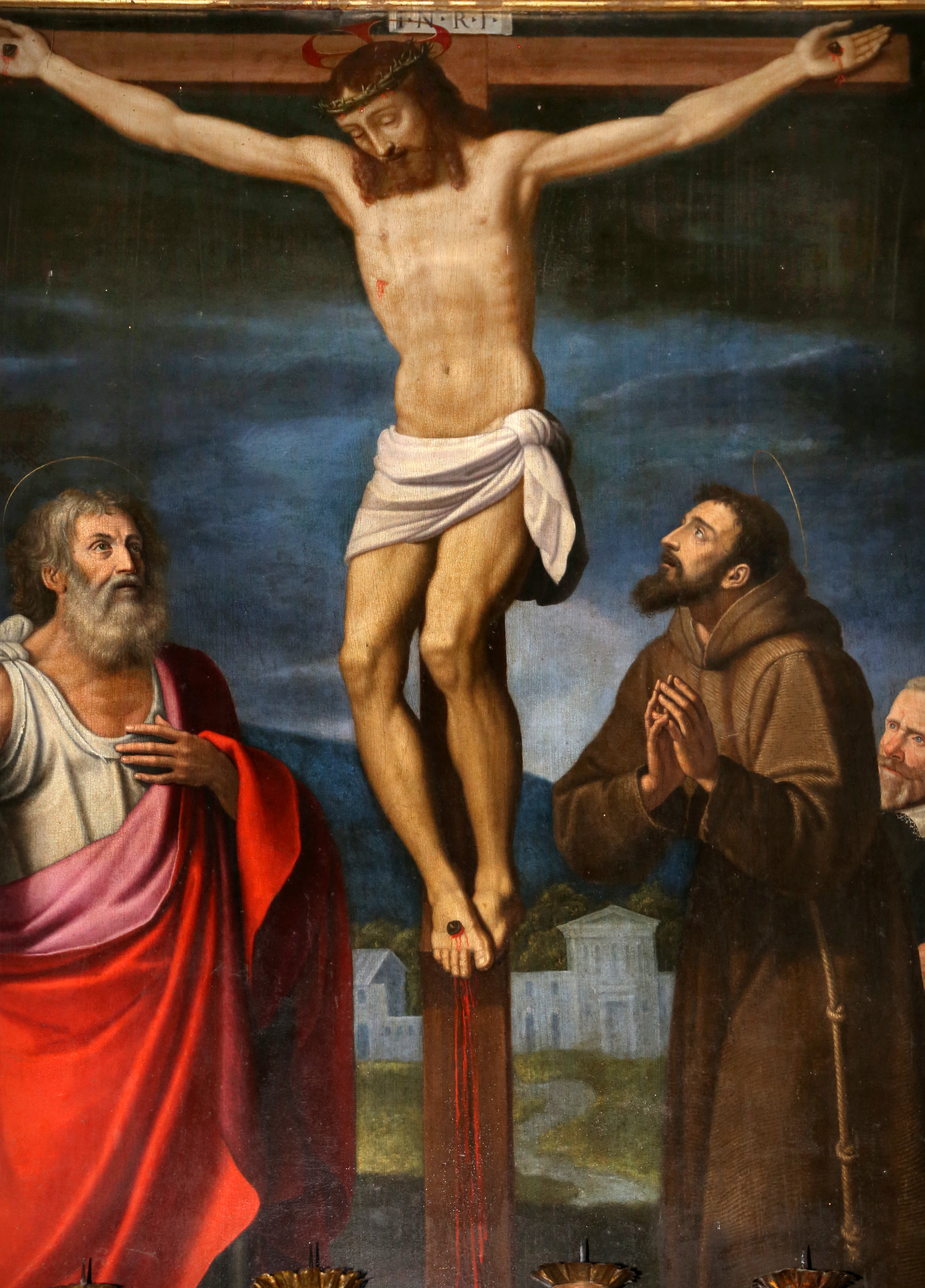
Распятие между святыми Иеронимом и Франциском. 1609. Пьетракупа
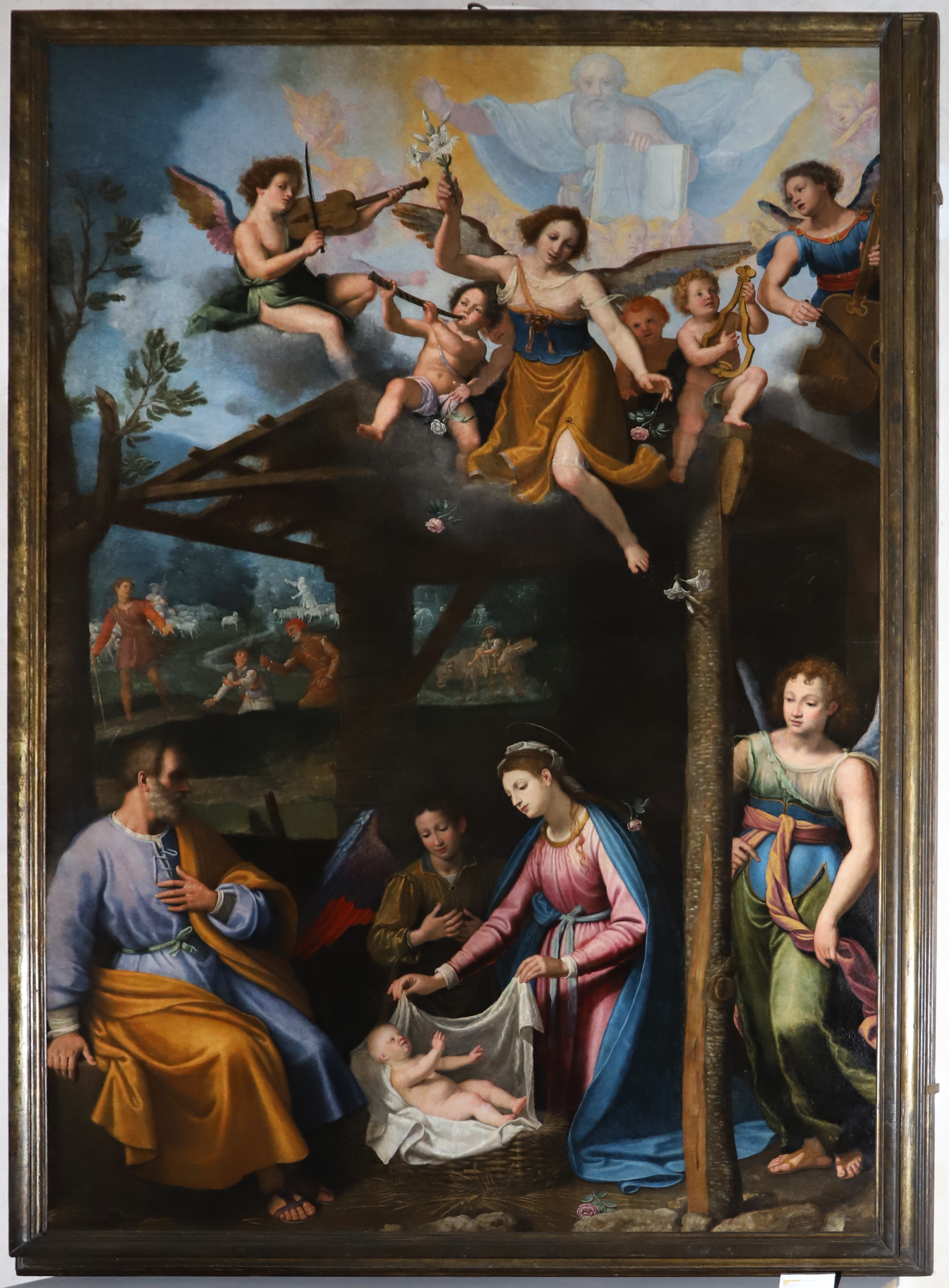
Рождество. 1618. Церковь Санта-Мария-Маддалена-де-Пацци, Флоренция
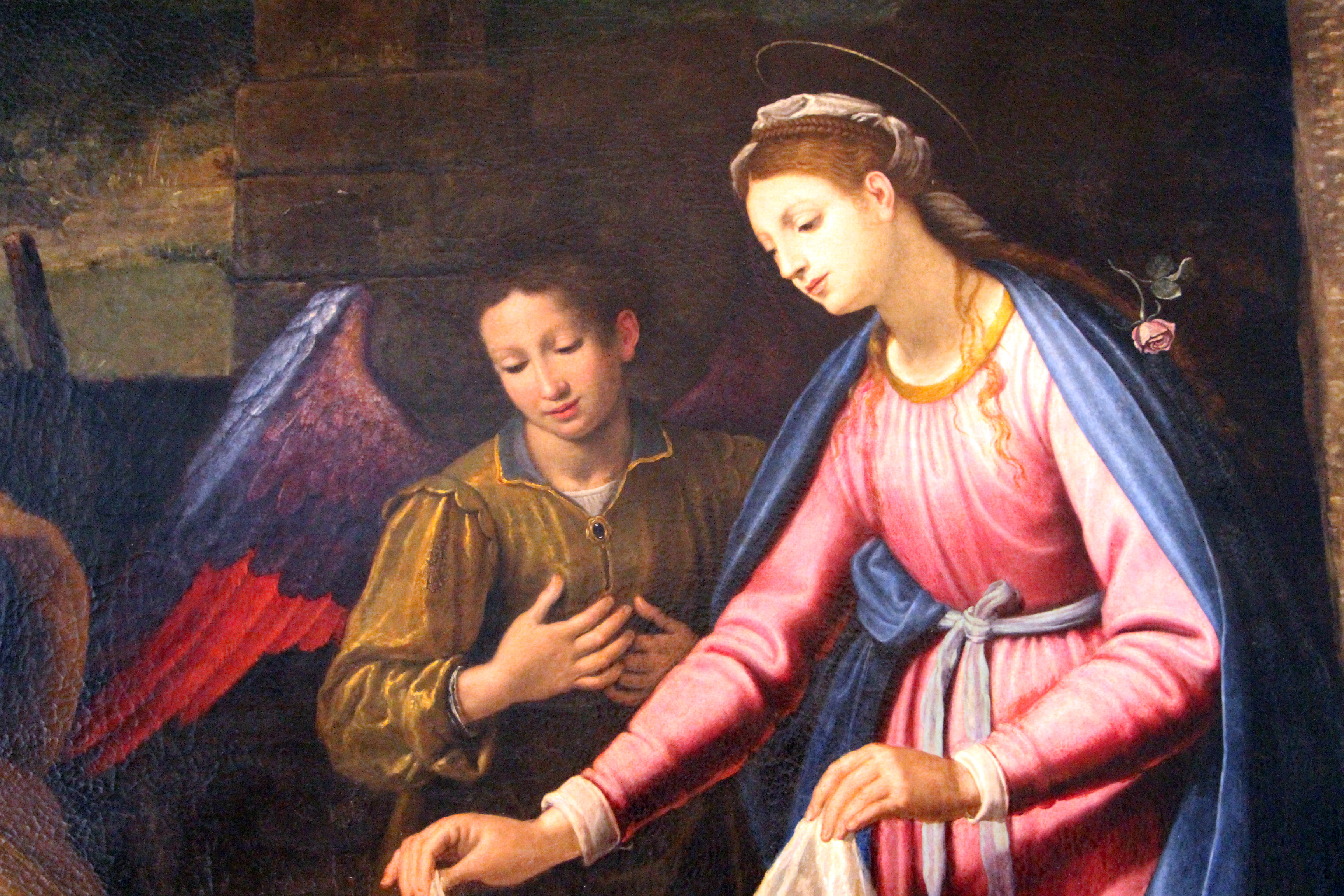
Рождество. Деталь картины
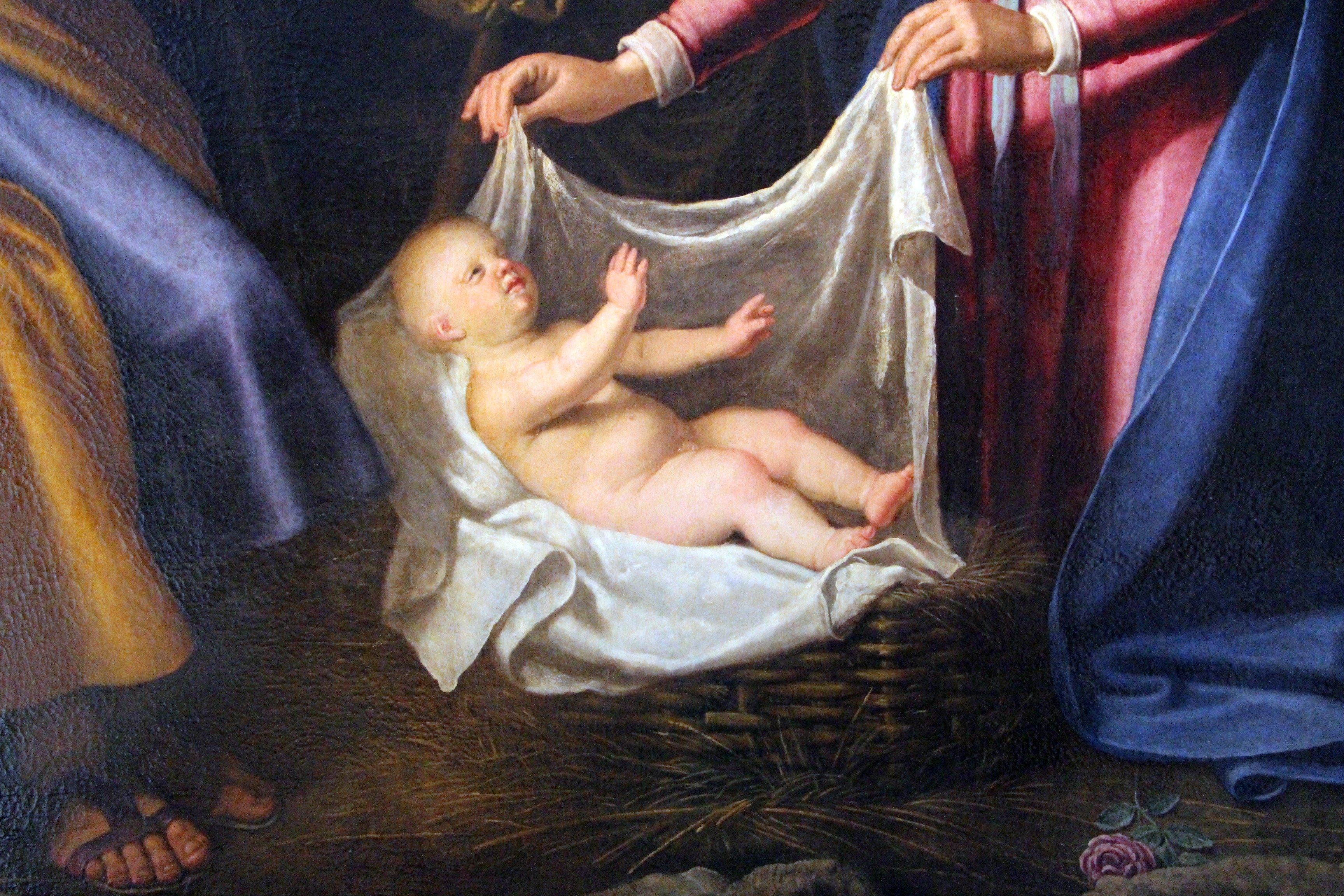
Рождество. Деталь
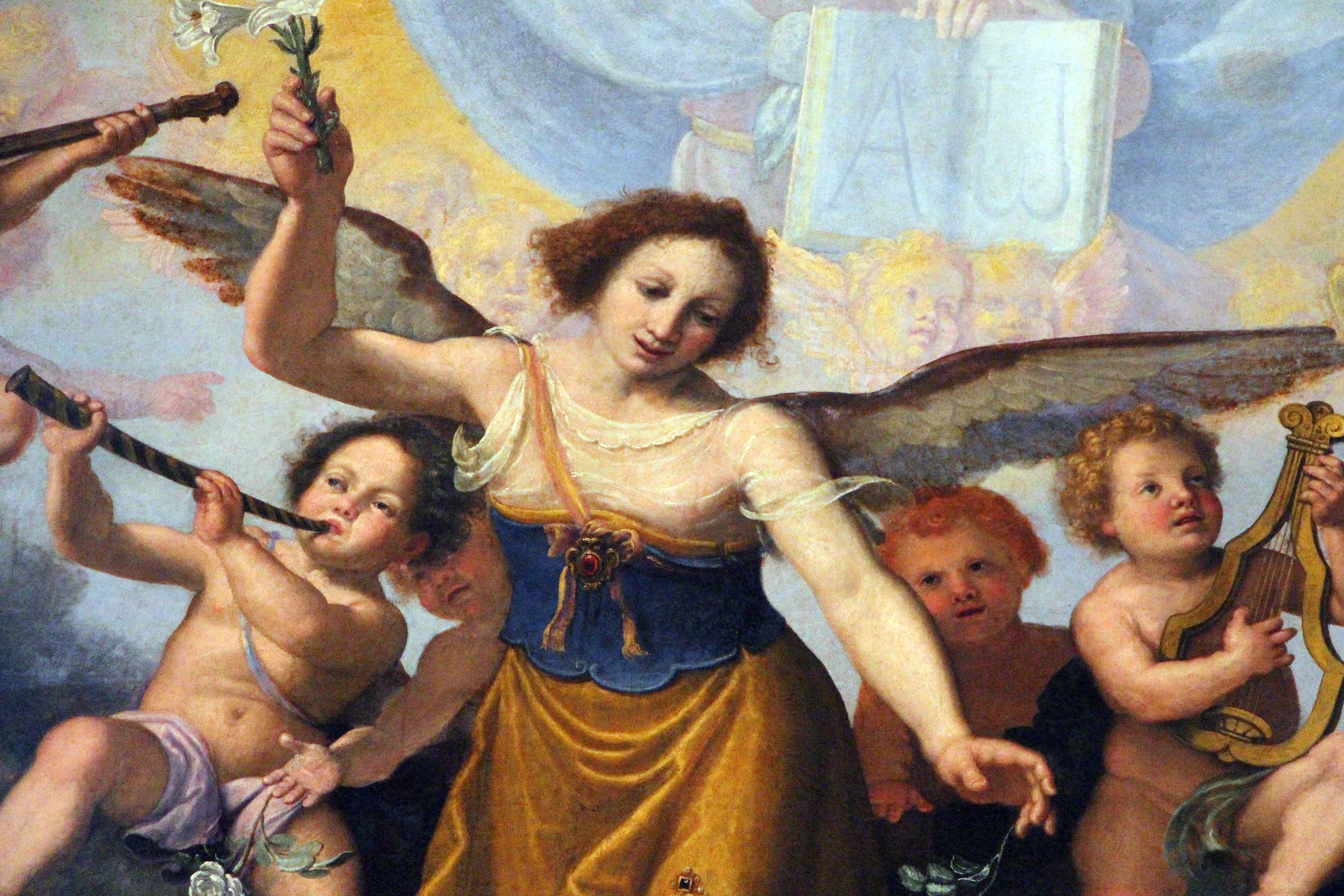
Рождество. Деталь
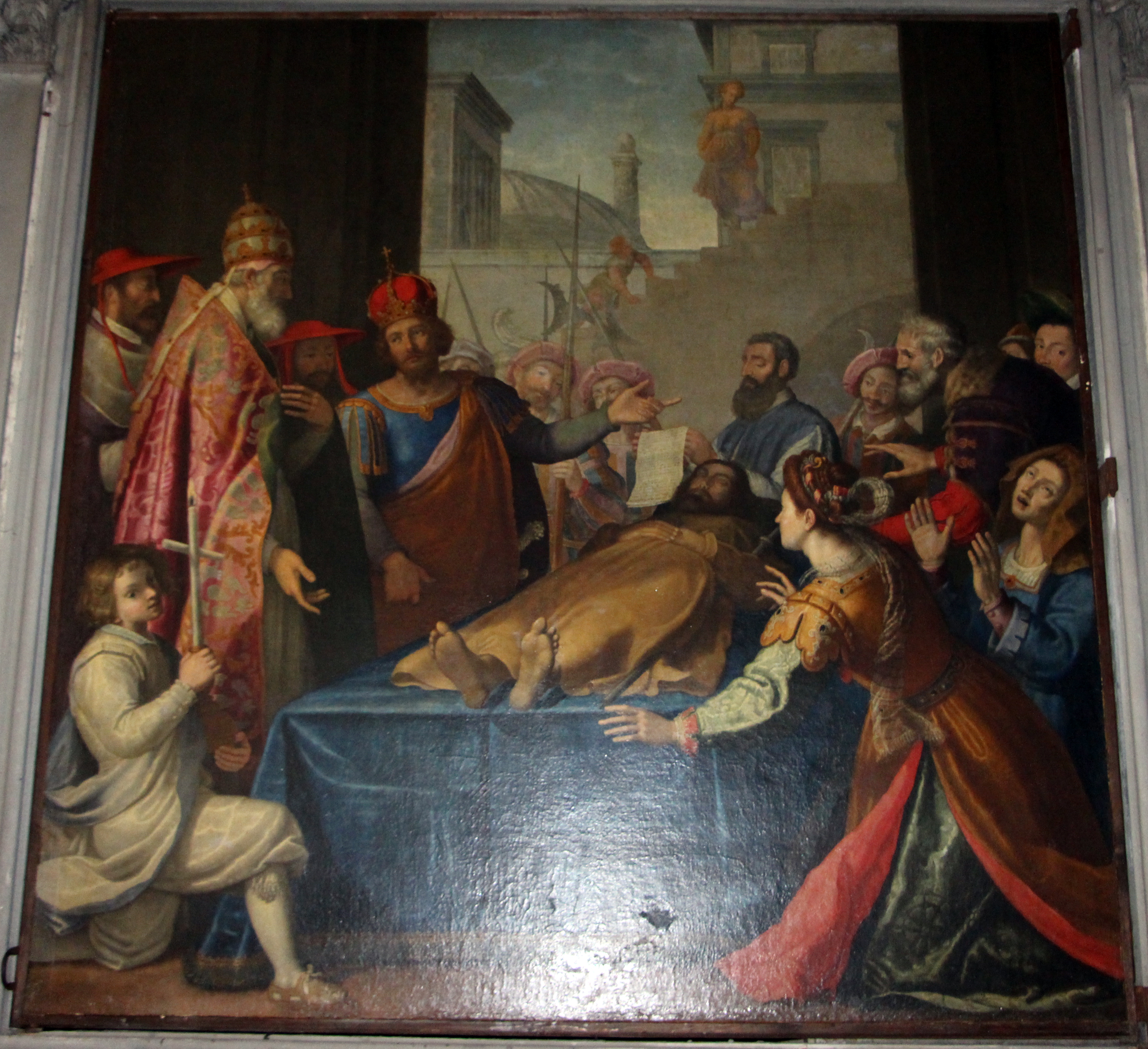
Похороны Святого Алессио. Церковь Санта-Тринита, Флоренция
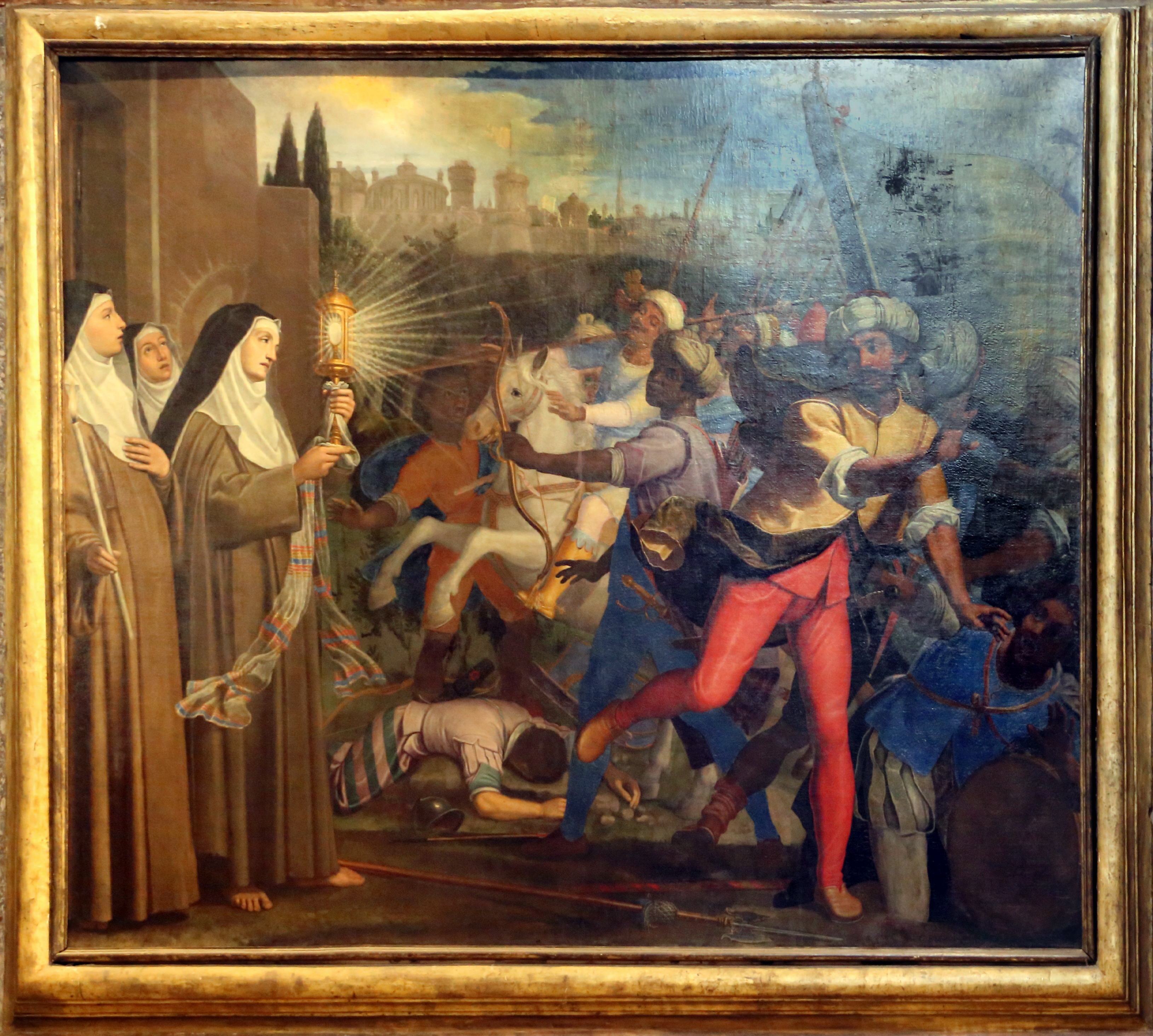
Святая Клара, обращающая сарацин в бегство. Ок. 1605. Церковь Оньисанти, Флоренция